# 迪南站
迪南站是法国的一个铁路车站，位于法国西北部阿摩尔滨海省城市迪南。

## 位置
迪南站位于迪南市区的西北部，利松－朗巴勒铁路 169.94公里处。车站大致呈东西走向，主站房位于铁路线南侧，面向迪南市区。

## 建筑
迪南站现存站房由乔治-罗贝尔·勒福尔主持修建，建成于1931年，于1995年被列入法国文物保护单位。

## 站台设置
| 北↑ |             |          |
| B道 |             |          |
|     | 岛式        |          |
| A道 |             |          |
|     |             | （废弃） |
|     | 侧式 主站房 |          |
| 南↓ |             |          |

## 停靠线路
以下列车线路在迪南站停靠：
| 迪南站列车线路表 |      |                      |                 |              |
| 线路             | 车种 | 上一站               | 下一站          | 大致运行频率 |
| 雷恩—迪南        | TER  | 多勒                 | （终点）        | 每天1趟      |
| 多勒—迪南        | TER  | 多勒/普莱盖尔/拉伊斯 | （终点）        | 每天3趟左右  |
| 迪南—圣布里厄    | TER  | （起点）             | 科尔瑟勒-朗格南 | 每天3趟左右  |
| 1. 2.            |      |                      |                 |              |

自2019年1月起，迪南站每天开行一班往返于雷恩的区域直达列车，全程运行约1小时10分钟。
迪南站没有直达巴黎的列车，乘客需前往朗巴勒或多勒换乘。

## 配套交通

### 长途客车
迪南站配套的长途汽车上下车地点为迪南汽车站（法語：Gare routière de Dinan），位于车站西侧。
| 停靠迪南站的大巴车 |                 | |
| 上下车地点         | 运营单位        | 主要目的地 |
| 迪南站汽车站       | BREIZHGO Ti'Bus | 10 朗斯河畔普勒迪安 · 伊勒-维莱讷新堡 · 圣马洛 11 朗斯河畔普卢埃尔 · 朗斯河畔朗格罗莱 12 普莱兰特里加武 · 滨海博赛 · 朗西厄 · 海滨的圣雅屈 13 科尔瑟勒 · 普朗科埃特 · 圣波唐 · 马提尼永 · 圣卡勒吉勒多 15 小普莱朗 · 瑞贡湖 16 布吕斯维利 · 伊维尼亚克拉图尔 · 布龙 17 普吕莫当 · 科讷 · 布列塔尼的蒙托邦 |
| 迪南站汽车站       | SNCF Car TER    | （当某条铁路线施工或罢工时，SNCF可能也会提供途径该线路沿途站点的大巴车） |
| 1. 2. 3. 4.        |                 | |

### 城市公共交通
迪南站附近暂无城市公共交通线路经过。

### 社会车辆
迪南站门口设有大型社会车辆露天停车场。

## 临近车站
| 迪南站（Gare de Dinan）        |                |                           |
| 上行车站                       | 线路           | 下行车站                  |
| 拉伊斯站 6.4km ←               | 利松－迪南铁路 | 科尔瑟勒-朗格南站 → 8.6km |
| - 本表仅显示运营中的线路及车站 |                |                           |